# シロビタイジョウビタキ

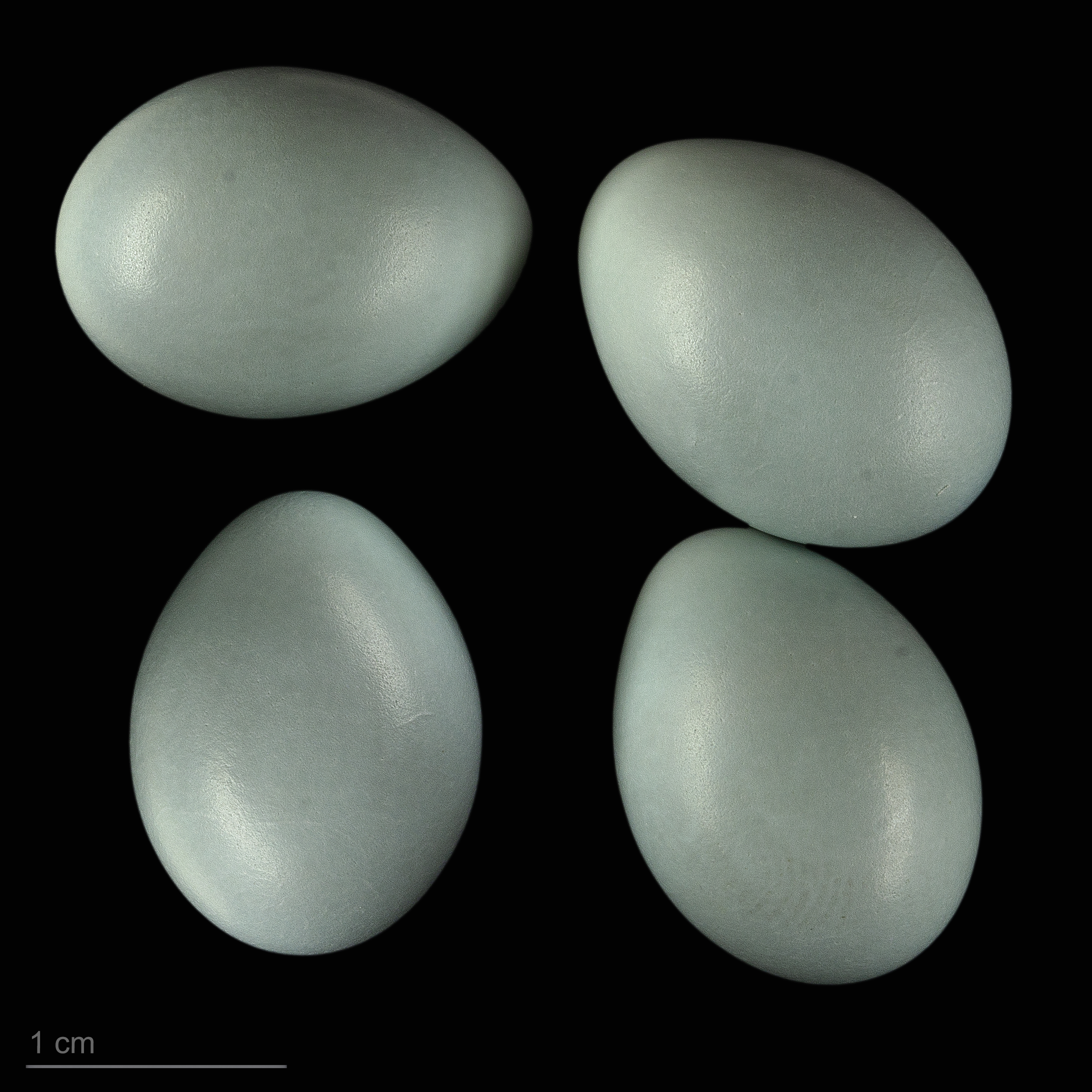
Phoenicurus phoenicurus phoenicurus

シロビタイジョウビタキ（白額常鶲、学名：Phoenicurus phoenicurus） は、スズメ目ツグミ科に分類される鳥類の一種である。ジョウビタキ属の模式種である。

## 分布
アフリカ北部からヨーロッパ中南部、ロシア中南部にかけての地域繁殖し、冬期はアフリカ中部、ヨーロッパ南部、西南アジアに渡り越冬する。
日本では迷鳥として石川県舳倉島で記録がある。

## 形態
体長約14cm。雄の夏羽ほ顔から上胸までが黒色だが、冬羽では上胸から頚の側面にかけてが銀白色になる。耳羽から嘴の基部にかけて白い線が走る。頭頂部から背中にかけては灰褐色で、腰、上尾筒、腹部は橙色、下尾筒はくすんだ白色である。雌は全身灰褐色である。

## 生態
平地や山地の森林に生息する。
昆虫類などを捕食する。
古い樹木の洞に枯れ草や枝、苔などを使って巣を作る。巣の内部には獣毛や羽毛を敷く。人家の壁の隙間に営巣することもある。1腹5-10個（通常6個）の卵を産む。抱卵期間は13-14日で、抱卵は雌が行う。